# Walnin
Walnin (deutsch Wernershöh) war ein Ort in der polnischen Woiwodschaft Ermland-Masuren. Seine Ortsstelle liegt im Gebiet der Stadt- und Landgemeinde Pieniężno (Mehlsack) im Powiat Braniewski (Kreis Braunsberg).

## Geographische Lage
Die Ortsstelle Walnins liegt im Nordwesten der Woiwodschaft Ermland-Masuren, 24 Kilometer südöstlich der Kreisstadt Braniewo (Braunsberg).

## Geschichte
1857 ist das Gründungsjahr des kleinen Gutsorts Wernershöh, der in seinem Kern lediglich aus einem großen Hof bestand. Bis 1945 war Wernershöh ein Wohnplatz der Gemeinde Sugnienen (polnisch Żugnienie) im ostpreußischen Kreis Braunsberg, Regierungsbezirk Königsberg.
Als das gesamte südliche Ostpreußen 1945 in Kriegsfolge an Polen fiel, erhielt Wernershöh die polnische Namensform „Walnin“. Über die weitere Geschichte des kleinen Orts liegen keine Belege vor. Schon in den ersten Jahren nach dem Krieg wurde Walnin nicht mehr genannt. Vielleicht ist er in einem Nachbarort aufgegangen. Heute gilt er als untergegangen. Seine Ortsstelle gehört zur Gmina Pieniężno im Powiat Braniewski, von 1975 bis 1998 der Woiwodschaft Elbląg, seither der Woiwodschaft Ermland-Masuren zugehörig.

## Religion
Das Gut Wernershöh resp. Walnin war bis 1945 in die Stadt Mehlsack eingepfarrt: in die dortige St.-Peter-und-Paul-Kirche im damaligen römisch-katholischen Bistum Ermland, sowie in die evangelische Pfarrkirche Mehlsack in der Kirchenprovinz Ostpreußen der Kirche der Altpreußischen Union.

## Verkehr
Die nicht mehr wahrnehmbare Ortsstelle Walnins ist über eine Landwegverbindung von Żugienie (Sugnienen) aus zu erreichen.